# Susan Heyward
Susan Heyward (nascida em 1982) é uma atriz norte-americana, que já atuou no teatro, no cinema e na televisão. Atualmente está atuando ao lado de Sharlto Copley e Eddie Izzard no primeiro roteiro original do programa de PlayStation Network, Powers.

## Filmografia
| Ano  | Título                        | Papel            | Notas        |
| ---- | ----------------------------- | ---------------- | ------------ |
| 2008 | The Oedipus Cycle             | Ismene           | Teatro       |
| 2009 | Michael & Michael Have Issues | Lindsey          | 4 episódios  |
| 2009 | Law & Order                   | Alicia Rodriguez | 1 episódio   |
| 2010 | Sabrina Fair                  | Sabrina          | Teatro       |
| 2010 | 30 Rock                       | Feyonce          | 1 episódio   |
| 2012 | 666 Park Avenue               | Janet            | 2 episódios  |
| 2013 | Mother of George              | Monica           | Filme        |
| 2014 | The Following                 | Hannah           | 5 episódios  |
| 2015 | Powers                        | Deena Pilgrim    | 10 episódios |
| 2015 | Poltergeist                   | Sophie           | Filme        |